# Oliver Janich
Oliver Markus Raoul Janich (* 3. Januar 1969 in München) ist ein deutscher Buchautor sowie Mitbegründer und ehemaliger Vorsitzender der Partei der Vernunft (PDV). Er vertritt libertäre, rechtsextremistische, rassistische, antisemitische und verschwörungsideologische Positionen. Der Verfassungsschutz stuft ihn als Rechtsextremisten und Antisemiten ein. Er wird als in Deutschland reichweitenstärkster QAnon-Propagandist eingeschätzt. Experten halten ihn für einen der einflussreichsten deutschsprachigen Verschwörungsideologen; vom Spiegel und vom Stern wird er als „rechter Telegram-Influencer“ bezeichnet. Der 2015 auf die Philippinen ausgewanderte Janich wurde am 17. August 2022 dort auf Grundlage eines deutschen Haftbefehls verhaftet und im Dezember 2022 unter anderem wegen Volksverhetzung und öffentlicher Aufforderung zu Straftaten verurteilt.

## Leben und Arbeit

### Arbeit als Börsen- und Finanzjournalist
Oliver Janich war mehrere Jahre lang für Focus Money tätig. Nachdem die Zeitschrift die Zusammenarbeit beendet hatte, schrieb er unter anderem für das rechtsextreme Blog Politically Incorrect und für rechtspopulistische Magazine wie Kopp Online und Compact.

### Ermittlungen gegen Janich wegen Börsenkursmanipulationen
Zusammen mit zwei Freunden aus der Zeit seines Wirtschaftsstudiums war Janich Bestandteil eines Netzwerkes aus Aktienhändlern und Börsenjournalisten („Bosler-Clique“), die systematisch die Kurse von eher unbekannten börsennotierten Unternehmen hochschrieben, deren Aktien Personen in ihrem Netzwerk zuvor gekauft hatten. Die Staatsanwaltschaft München ließ im September 2010 Wohnungen und Büros von rund 30 Verdächtigen durchsuchen, darunter die von Janich. Die Rädelsführer dieser Verschwörung, zu denen Janich nach den Erkenntnissen durch den Prozess nicht gehörte, wurden 2012 verurteilt. Verschiedene Börsenjournalisten haben durch Geständnisse ihr Strafmaß reduziert und wurden höchstens auf Bewährung verurteilt.
2015 wurde Janich durch das Amtsgericht München wegen organisierter Kursmanipulationen zu einer Geldstrafe verurteilt. Janich hatte im Anlegerblatt Focus Money aus der Münchner Burda-Gruppe als freier Mitarbeiter in der Rubrik Hot Stocks („heißer Tipp“) eine kanadische Ramschaktie zum Kauf empfohlen – und dafür mindestens 15.000 Euro bekommen. Gleichzeitig hielt er selbst in großem Umfang Aktien des angepriesenen Unternehmens. Die Leser hatten davon nichts erfahren.

### Verschwörungstheorien
Schon als Finanzjournalist vertrat Janich in mehreren Artikeln Verschwörungstheorien zum 11. September 2001, auch in seinen Büchern kommen diese vor. Des Weiteren verbreitet er Verschwörungstheorien über angeblichen Wahlbetrug bei der Landtagswahl in Bayern 2018, ohne Belege dafür zu nennen.
Gegen die Ernennung von Sinan Selen als Vizepräsident des Bundesamtes für Verfassungsschutz machte Janich in einem auf YouTube veröffentlichten Video mit der Behauptung Stimmung, Selen hätte den Posten „auf Wunsch der türkischen Regierung bekommen“. Die Süddeutsche Zeitung bezeichnete den Beitrag als „Hassvideo“ und verwies auf fremdenfeindliche Kommentare darunter. Laut Spiegel Online enthalten seine YouTube-Videos „teilweise rassistische Aussagen und bedienen antisemitische Verschwörungstheorien“.
Ende 2020 stellte er die Frage, ob „die Merkel-Kritiker Oppermann und Ohoven ermordet“ worden seien, und schrieb, es müsse „ja nicht eine Merkel anordnen, sondern irgendeiner aus dem militärisch-pharmazeutischen-industriellen Komplex“.
Im Zuge des russischen Überfalls auf die Ukraine Anfang 2022 positionierte Janich sich laut dem Politikwissenschaftler Jan Rathje gegen Russland wie auch gegen die Ukraine, „weil er beide nur als Parteien in einer jüdischen Weltverschwörung wahrnimmt“; Janich integriere somit den Krieg in ein antisemitisches Weltbild.
Als einer der ersten deutschsprachigen Webvideoproduzenten verbreitete Janich QAnon-Erzählungen, eine umfangreiche Verschwörungstheorie, die von einem Kampf gegen satanistische Eliten des „Tiefen Staats“ unter Führung der Erlöserfigur Donald Trump handelte. Dabei greift Janich auch den auch von Xavier Naidoo verbreiteten Mythos auf, in unterirdischen Kellern würden Kinder gequält, um ihnen Adrenochrom abzuzapfen.

### Haftbefehl und Verhaftung auf den Philippinen
Am 17. August 2022 wurde Janich auf den Philippinen verhaftet, wohin er 2015 ausgewandert war. Er lebt dort auf der Insel Tablas. Die dortigen Behörden ermitteln wegen einer Straftat vor Ort, während gleichzeitig seit April 2022 auch ein durch das Amtsgericht München ausgestellter deutscher Haftbefehl gegen ihn vorlag. Janich wurde beschuldigt, auf seinem Telegram-Kanal, der 150.000 Abonnenten hat, Personen beleidigt sowie zur Hinrichtung von Prominenten und zur Tötung verschiedener Regierungsmitglieder auf Bundes- und Länderebene in der Bundesrepublik Deutschland aufgerufen zu haben. Ende November 2022 erging ein Strafbefehl gegen Janich wegen Volksverhetzung, öffentlicher Aufforderung zu Straftaten, Billigung von Straftaten, Beleidigung und übler Nachrede. Der Strafbefehl mit einer Strafe von zehn Monaten auf Bewährung ist rechtskräftig. Die Reichweite seines Messenger-Kanals wurde als strafverschärfend seitens der Staatsanwaltschaft gewertet.  Im Januar 2023 wurde Janich aus der Haft entlassen.

### Einordnung durch Verfassungsschutz
Der Bayerische Verfassungsschutz ordnet Janich als Rechtsextremisten und Antisemiten ein. In der Analyse der Behörde wird Janich als „reichweitenstärkster Verbreiter der QAnon-Verschwörungstheorie im deutschsprachigen Raum“ bezeichnet.

## Partei der Vernunft
Janich gründete die Partei der Vernunft, nachdem er die Parteigründung in einer Focus-Money-Kolumne vorgeschlagen hatte. Am 17. April 2013 trat Janich vom Bundesvorsitz zurück.
Bei der Kommunalwahl in München 2014 wollte Janich als Vertreter der PDV für das Amt des Oberbürgermeisters und für den Münchner Stadtrat kandidieren, erhielt aber nicht die nötige Zahl an Unterstützerunterschriften. In Folge trat er ohne Erfolg als 11. Listenkandidat auf der Liste 3 der Freien Wähler für den Bezirksausschuss 12 Schwabing-Freimann an.

## Das Kapitalismus-Komplott
In seinem Buch Das Kapitalismus-Komplott beschreibt Janich die wirtschaftswissenschaftliche Österreichische Schule. Darüber hinaus behauptet Janich, dass es mächtige Interessengruppen gäbe, die gegen eine freiheitliche Wirtschaftsordnung im Sinne der Österreichischen Schule opponierten. Die Süddeutsche Zeitung nennt Janich einen „rabiaten Verfechter des Libertarismus“, der Anomie oder zumindest einen Minimalstaat fordere, auf dass der freie Markt dann eine faire und effiziente Wirtschaftsordnung schaffe. Janich habe mit einer klaren Sprache die Geschichte des Geldschein-Systems wiedergegeben und den Mythos der Geldschöpfung als den zentralen Systemfehler des Kapitalismus aufgedeckt. Während die erste Hälfte des Buches noch als unterhaltsam bewertet wird, wird die zweite Hälfte als im Ansatz gescheiterte Verschwörungstheorie beschrieben. So halte Janich den Leser für naiv und seine Überzeugungen für allgemeingültig. Am Ende bliebe „die These, das kapitalistische System sei ein riesiges Stück Propaganda, mit dem die ‚Weltregierung‘ einer Mafia gleich die Menschen zu beherrschen versucht. Hinter dieser ‚kommunistischen Weltverschwörung‘ verbergen sich angeblich auch die Eugeniker, die Pharmaindustrie, Otto Schily und sogar Angela Merkel.“ In einem Beitrag im Magazin Der Spiegel aus dem Jahr 2010 wird die Meinung vertreten, Janichs mutmaßliches „Spezl-Netz hätte wunderbar in das Buch hineingepasst“, werde jedoch nicht erwähnt.

## Politische Ansichten
Janich unterstützte vor der Bundestagswahl 2017 die Alternative für Deutschland. 2018 verglich er eine Dokumentation des Kinderkanals mit der Propaganda von Joseph Goebbels. Die Stuttgarter Zeitung kritisierte diesen Vergleich und bezeichnete Janich als „rechte[n] Blogger“. 2018 verbreitete Janich ein Video, das „angeblich zeigen soll[te], wie Journalisten inszenierte Bilder von geflüchteten Menschen in Seenot drehen“. Dieses stellte Jacques Pezet jedoch später als Fälschung heraus. Nach der bayerischen Landtagswahl 2018 berichtete der Bayerische Rundfunk, dass Janich Videos verbreite, die von Betrug bei der Landtagswahl sprachen, ohne dass auch nur ein Anhaltspunkt dafür geliefert würde.
Janich leugnet die Existenz des Klimawandels und bestreitet, dass das Treibhausgas Kohlenstoffdioxid zur Erderwärmung beiträgt. Die menschengemachte globale Erwärmung bezeichnet er als „Klimamärchen“ und behauptet, die Klimabewegung hätte einen satanischen Hintergrund. Auch hinter der COVID-19-Pandemie vermutet er eine Verschwörung. Im Juni 2020 zeigte die Sendung Frontal21 in einem Beitrag über Verschwörungserzähler, wie Janich über Tribunale für Politiker und Journalisten sprach und sagte: „Viele der Leute, die heute an der Macht sind, gehören eigentlich aufgehängt.“ Im Dezember 2021 äußerte er sich ähnlich, indem er von einem angeblichen Gutachten schrieb, laut dem „sämtliche Regierungsmitglieder im Bund und in den Ländern standrechtlich hinzurichten“ seien.
Am 20. Januar 2021, am Tag der Amtseinführung von Joe Biden, schrieb Janich: „Hängt Biden. Hängt Soros. Hängt sie alle, verdammt nochmal.“ Im November 2021 veröffentlichte Janich auf seinem Telegram-Kanal im Zusammenhang mit den Anti-COVID-19-Maßnahmen einen Beitrag, in dem er schrieb, selbstverständlich dürfe sich jeder auch unter Einsatz von Schusswaffen dagegen wehren, „zur Zwangsimpfung [ge]schleppt“ zu werden. Das sei Notwehr, die Coronaimpfungen seien der „größte Massenmord in der Geschichte der Menschheit“.
Im Juni 2021 behauptete Janich in einem Video, bei der Landtagswahl in Sachsen-Anhalt 2021 habe es den „gigantischsten, dilettantischsten Wahlbetrug aller Zeiten“ gegeben. Benachteiligt wurde aus seiner Sicht ausschließlich die AfD. Diese Behauptungen basierten jedoch auf seinen persönlichen Ansichten und Spekulationen; schlüssige Belege brachte er nicht, wie das Faktencheckportal Correctiv nachwies.

## Veröffentlichungen
- Money-Management. Rationalität und Anwendung des Fixed-fractional-Ansatzes. Diplomarbeit. TM-Börsenverlag, Rosenheim 1996, ISBN 3-930851-10-5
- Das Kapitalismus-Komplott. 6. erweiterte Auflage, FinanzBuch Verlag, München, 2012, ISBN 978-3-89879-718-4
- Die Vereinigten Staaten von Europa. Geheimdokumente enthüllen: Die dunklen Pläne der Elite. FinanzBuch-Verlag, München 2013, ISBN 978-3-89879-820-4
- Sicher ohne Staat: Wie eine natürliche Rechtsordnung ohne Gewaltmonopol funktioniert. CBX-Verlag, München 2017, ISBN 978-3-945794-90-6
- Impossible Mission 9/11: Wie ein kleines Spezialkommando den größten Terroranschlag der Geschichte durchgeführt haben könnte. CBX-Verlag, München 2018, ISBN 978-3-945794-91-3
- Das offene Geheimnis: Die Revolution von Jesus Christus gegen die Bruderschaft des Allsehenden Auges. AGE Verlag, Vaduz 2024, ISBN 978-3-00-081096-1

## Fernsehbeiträge
- Verschwörungstheorie – Warum ist QAnon so gefährlich? Frontal21 18. Juni 2020